# Kvarnträsk (sjö i Finland, Mellersta Finland)
Kvarnträsk är en sjö i Finland. Den ligger i kommunen Esbo i landskapet Nyland, i den södra delen av landet, 20 km väster om huvudstaden Helsingfors. Kvarnträsk ligger 46 meter över havet. I omgivningarna runt Kvarnträsk växer i huvudsak barrskog. Arean är 6,4 hektar och strandlinjen är 1,33 kilometer lång. Sjön  ingår i Finska vikens kustområde. 